# Herminia cribralis
Herminia cribralis là một loài bướm đêm trong họ Noctuidae.